# Siedlanka
Siedlanka – wieś w Polsce położona w województwie podkarpackim, w powiecie kolbuszowskim, w gminie Niwiska. Zamieszkana przez 793 osoby (w roku 2021). We wsi znajduje się szkoła podstawowa, punkt przedszkolny i żłobek. Działa jednostka ochotniczej straży pożarnej, niepubliczna przychodnia POZ, koło gospodyń wiejskich i klub piłkarski.
Wieś stanowi sołectwo o tej samej nazwie.

## Nazwa
Nazwa miejscowości pochodzi najprawdopodobniej od wyrazu siodło, tj. siedziba. Występowała też wersja nazwy Siedlanow oraz Siedlanowo.

## Położenie

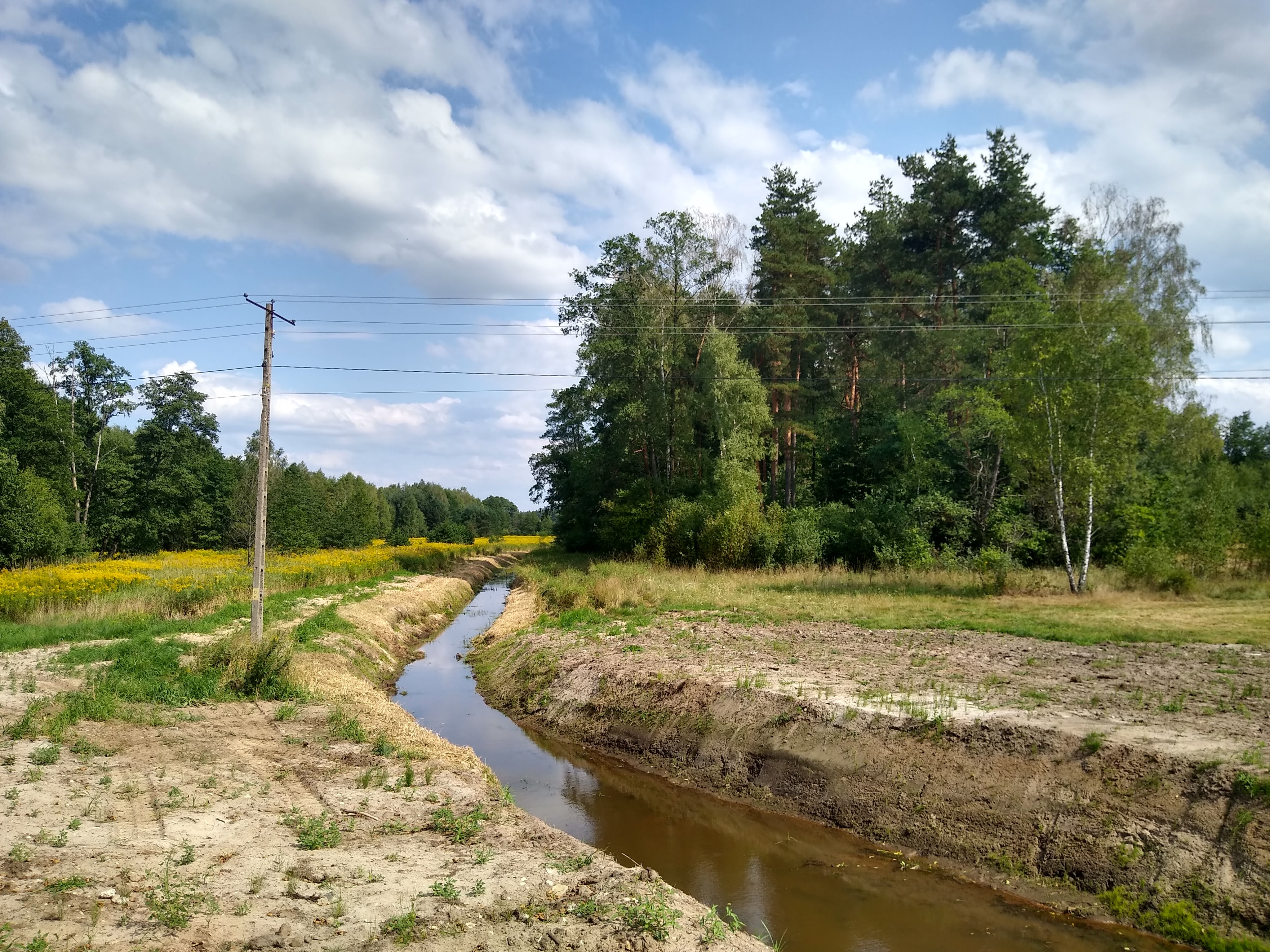
Świerczówka w Siedlance

Siedlanka położona jest na Płaskowyżu Kolbuszowskim, w granicach Mielecko-Kolbuszowsko-Głogowskiego Obszaru Chronionego Krajobrazu, w większości rozciągnięta jest wzdłuż drogi wojewódzkiej nr 875 na odcinku między Mielcem i Kolbuszową.
Przez wieś przepływa struga Świerczówka, dopływ Przyrwy.
Najbliżej Siedlanki znajdują się miejscowości: Kosowy, Hucina, Trześń, Nowa Wieś (gmina Kolbuszowa), Świerczów (gmina Kolbuszowa) oraz Trzęsówka (gmina Cmolas).
Według rejestru TERYT Siedlanka nie posiada części wsi. W 1965 jako część wsi wymieniano Zagrody, ponadto wspominano o zagajniku Choiny.

## Historia

### Przed powstaniem wsi
Najstarsze ślady pobytu człowieka na terenie wsi pochodzą z młodszej epoki kamienia (ok. 4500 – 1800 lat p.n.e.). Są to pojedyncze znaleziska krzemiennych siekierek oraz kamiennych toporków. Prawdopodobnie tereny miejscowości i okolic mogli penetrować przedstawiciele ludności z epok brązu i żelaza, zwłaszcza reprezentanci kultury łużyckiej. Ostatnim śladem osadnictwa pradziejowego na terenie wsi jest stanowisko wydmowe, gdzie udokumentowano występowanie fragmentów ceramiki kultury przeworskiej.

### I Rzeczpospolita
Siedlanka powstała prawdopodobnie pod koniec XVI wieku. Wieś po raz pierwszy wymieniana w pochodzącym z 1616 roku kontrakcie kupna klucza kolbuszowskiego od Anny z Mieleckich Ratowskiej przez Stanisława Lubomirskiego, posiadacza jednej z największych fortun magnackich w Małopolsce i starostę sandomierskiego. W 1791 roku wieś stała się własnością Tyszkiewiczów.

### Czasy zaborów
Od 1 sierpnia 1907 roku we wsi została utworzona składnica pocztowa należąca do okręgu doręczeń urzędu pocztowego w Kolbuszowej. Około 1910 roku we wsi zawiązano kółko rolnicze. Powstał również posterunek policji z trzema funkcjonariuszami. Przypuszczalnie w 1914 przez Siedlankę przebiegała droga nazywana gościńcem o nawierzchni utwardzonej żwirem relacji Kolbuszowa–Mielec–Wojsław.

### II Rzeczpospolita
W okresie dwudziestolecia międzywojennego obszar dworski należący do Tyszkiewiczów kupił Zalel Orgiel i S-ka, właściciel tartaku i młyna parowego w Kolbuszowej. Miejscowe kółko rolnicze prowadziło we wsi sklep, w którym sprzedawano artykuły spożywcze i naftę. Pośredniczył on również w rozprowadzaniu nasion, nawozów sztucznych i niektórych maszyn rolniczych. W 1934 roku przeprowadzono reorganizację podziału administracyjnego, w wyniku której Siedlanka została wyodrębniona jako gromada w gminie Kolbuszowa Dolna.

### II wojna światowa
Po wybuchu II wojny światowej Siedlanka, podobnie jak cała gmina Kolbuszowa Dolna, weszła w skład SS-Gutsbezirk Truppenübungsplatz Heidelager, który funkcjonował na obszarze Landkreis Debica w dystrykcie krakowskim Generalnego Gubernatorstwa. Od 1 stycznia do 31 grudnia 1940 roku ze wsi wysiedlono ok. 72 osoby.
Podczas odwrotu wojsk hitlerowskich zdarzały się pojedyncze przypadki grabieży mienia chłopskiego. Gdy do Siedlanki wkroczyła armia radziecka, dochodziło do wysiedlania mieszkańców z ich domów i ataków na miejscową ludność.

### Okres powojenny

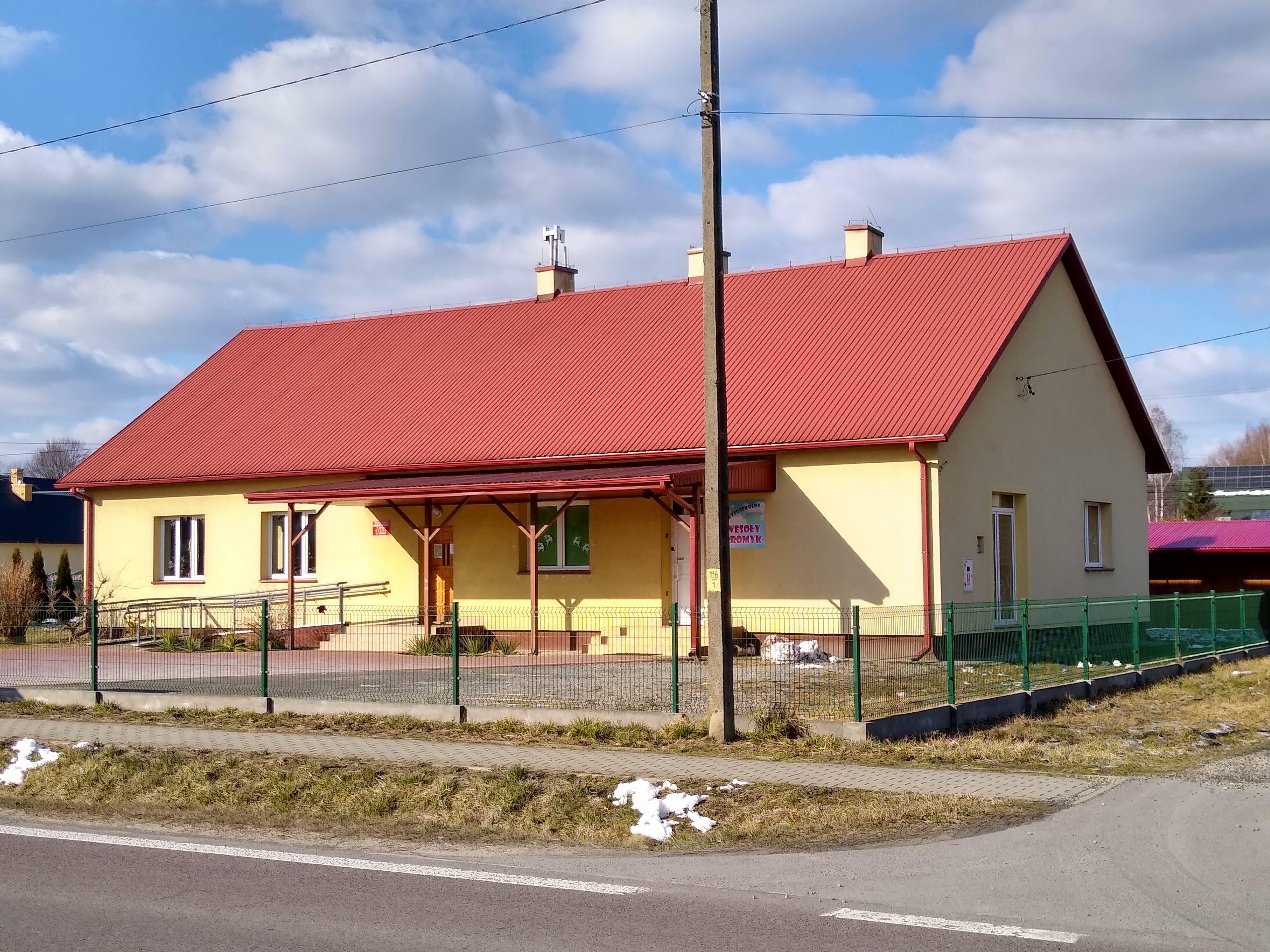
Dawny Dom Ludowy w Siedlance

W 1947 roku powołano nową gminę zbiorową mającą siedzibę w Niwiskach, do której należała Siedlanka. Taki stan utrzymał się do 1955 roku, kiedy gminę zlikwidowano, a na jej obszarze utworzono dwie gromady znajdujące się w Niwiskach i Siedlance. W skład tej ostatniej wchodziły wsie: Hucina–Staszówka, Kosowy, Przyłęk i Siedlanka. 1 stycznia 1973 roku reaktywowano gminę Niwiska.
W 1950 roku we wsi działała placówka pocztowa.
W 1957 roku oddano do użytku Dom Ludowy (nazywany Siedleniakiem), w którym mieściło się prezydium gromadzkiej rady narodowej. Po zniesieniu gromady w budynku otwarto ośrodek zdrowia (później przeniesiony do Domu Strażaka), który zatrudniał wówczas lekarza i dwie pielęgniarki.
W 1961 roku we wsi utworzono koło gospodyń wiejskich, które w 2024 roku zostało wpisane do Krajowego Rejestru Kół Gospodyń Wiejskich. W 2025 roku koło liczyło 78 osób.
W latach 1975–1998 miejscowość administracyjnie należała do województwa rzeszowskiego, zaś od 1999 roku znalazła się w województwie podkarpackim.

## Demografia
Ludność Siedlanki w poszczególnych latach:

- 1854 – 323[30],
- 1889 – 485[31],
- 1921 – 502[32],
- 1931 – 584[33],
- 1997 – 659[34],
- 2008 – 725[35],
- 2009 – 727[35],
- 2010 – 729[35],
- 2011 – 734[35],
- 2012 – 736[36],
- 2013 – 750[36],
- 2014 – 758[36],
- 2015 – 770[36],
- 2016 – 786[36],
- 2017 – 786[36],
- 2018 – 785[36],
- 2019 – 798[37],
- 2020 – 791[37],
- 2021 – 793[1].

Liczba ludności Siedlanki w latach 1889–2021:
Piramida wieku mieszkańców Siedlanki w 2002 roku:

## Infrastruktura

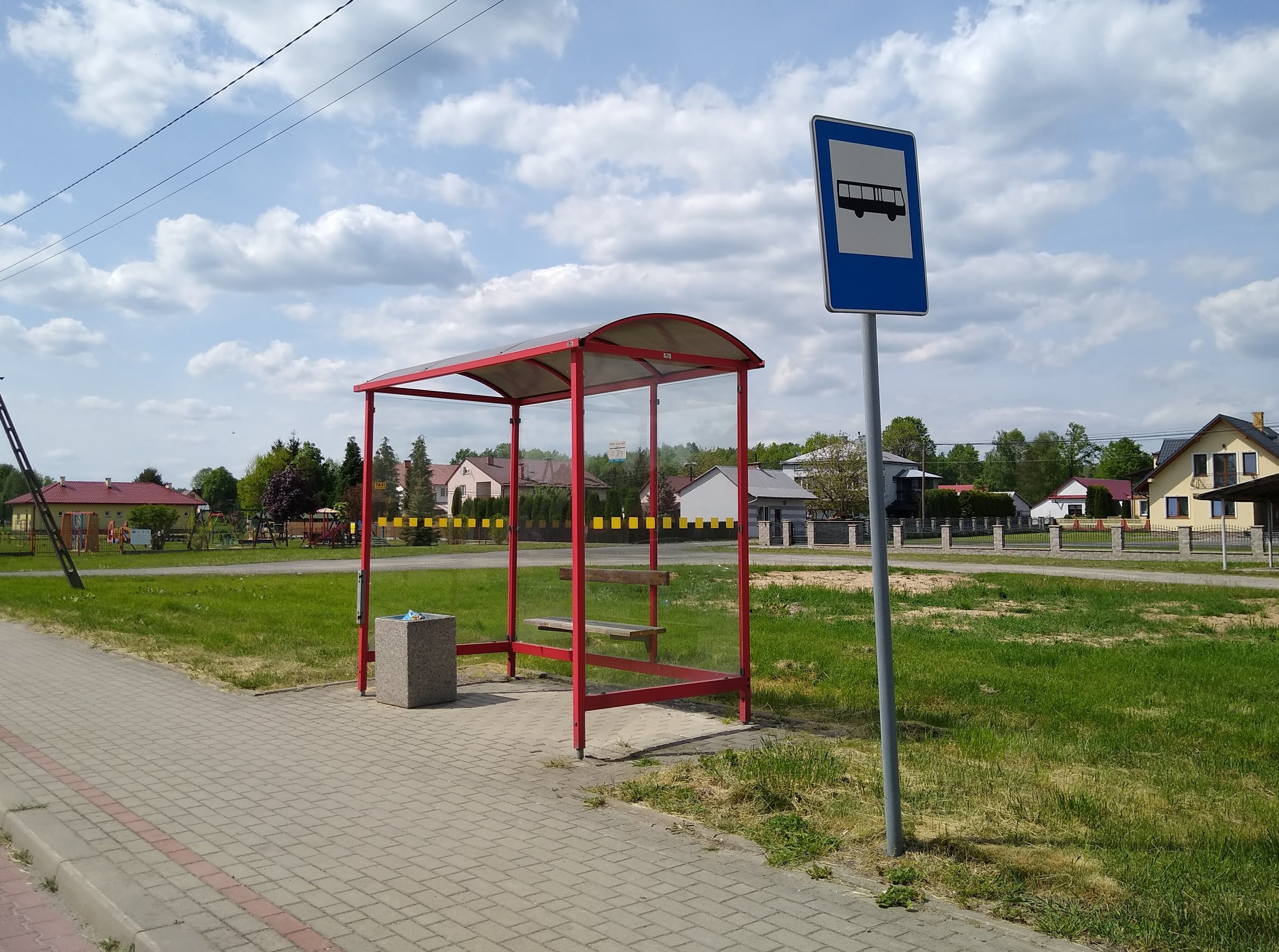
Przystanek autobusowy

### Transport
Znaczna część Siedlanki położona jest wzdłuż drogi wojewódzkiej nr 875 relacji Mielec – Kolbuszowa – Sokołów Małopolski – Leżajsk. Przez wieś przebiega również droga powiatowa nr 1 223R relacji Ostrowy Tuszowskie – Trzęsówka – Siedlanka, droga gminna nr 104163R relacji Siedlanka – Trześń oraz droga gminna nr 104158R relacji Siedlanka – Nowa Wieś.
We wsi znajdują się dwa przystanki autobusowe, ulokowane przy drodze wojewódzkiej. Zatrzymują się na nich autobusy prywatnych przewoźników świadczących przewozy na liniach łączących Mielec i Rzeszów.

### Infrastruktura techniczna

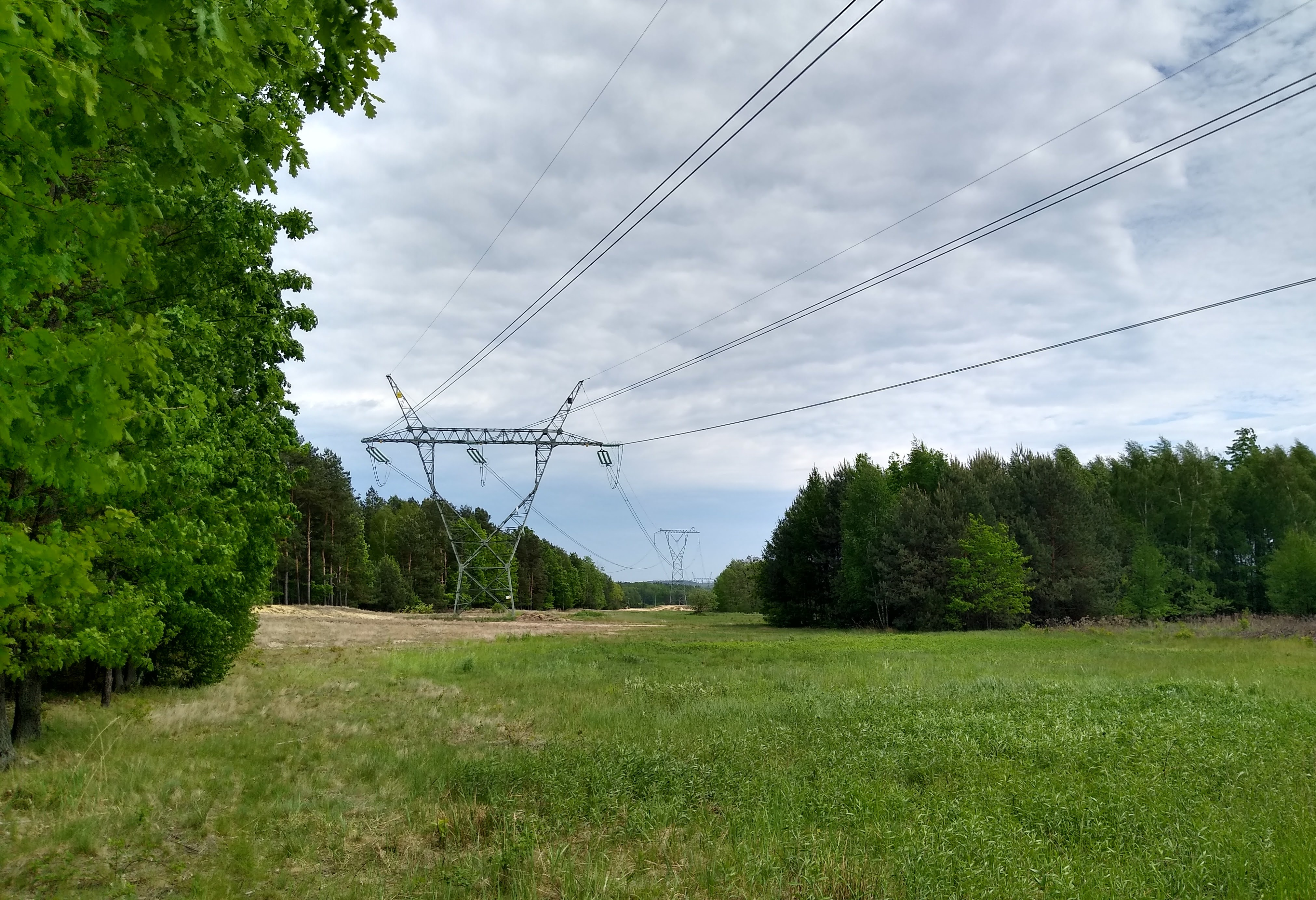
Sieć najwyższego napięcia przebiegająca przez Siedlankę

Miejscowość została zelektryfikowana w XX wieku. Na północy wsi ciągnie się sieć najwyższego napięcia 400 kV Rzeszów-Połaniec.
Od 1990 roku przez wieś przebiega gazociąg. W miejscowości znajduje się wybudowany w 1994 roku wodociąg, który dostarcza wodę z ujęcia w Przyłęku. Wieś posiada również wybudowaną w latach 2011–2012 kanalizację, z której ścieki trafiają do oczyszczalni w Trześni.
Pomiędzy 1992 a 1994 rokiem we wsi powstała centrala telefoniczna.

## Bezpieczeństwo i zdrowie

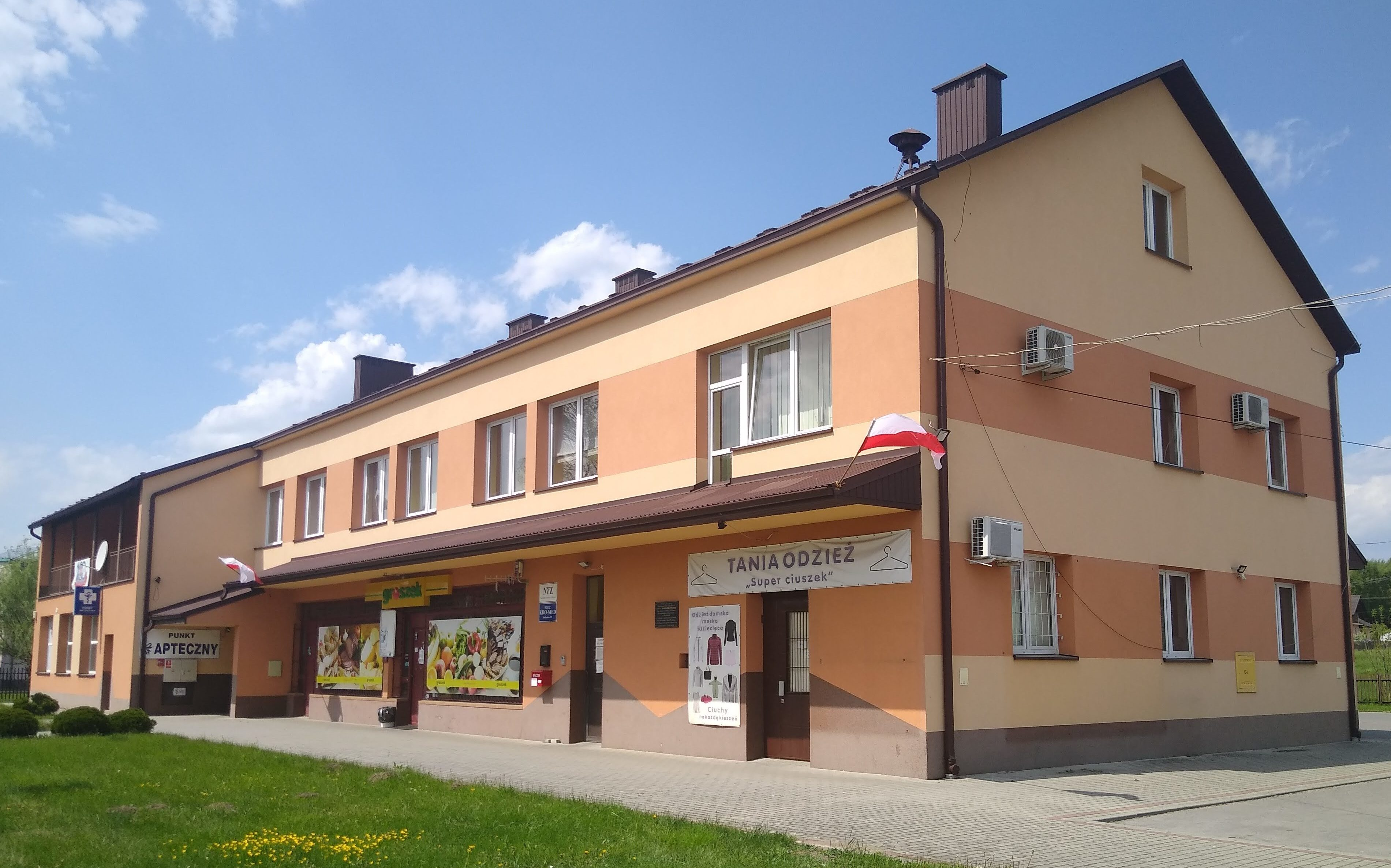
Dom Strażaka w Siedlance

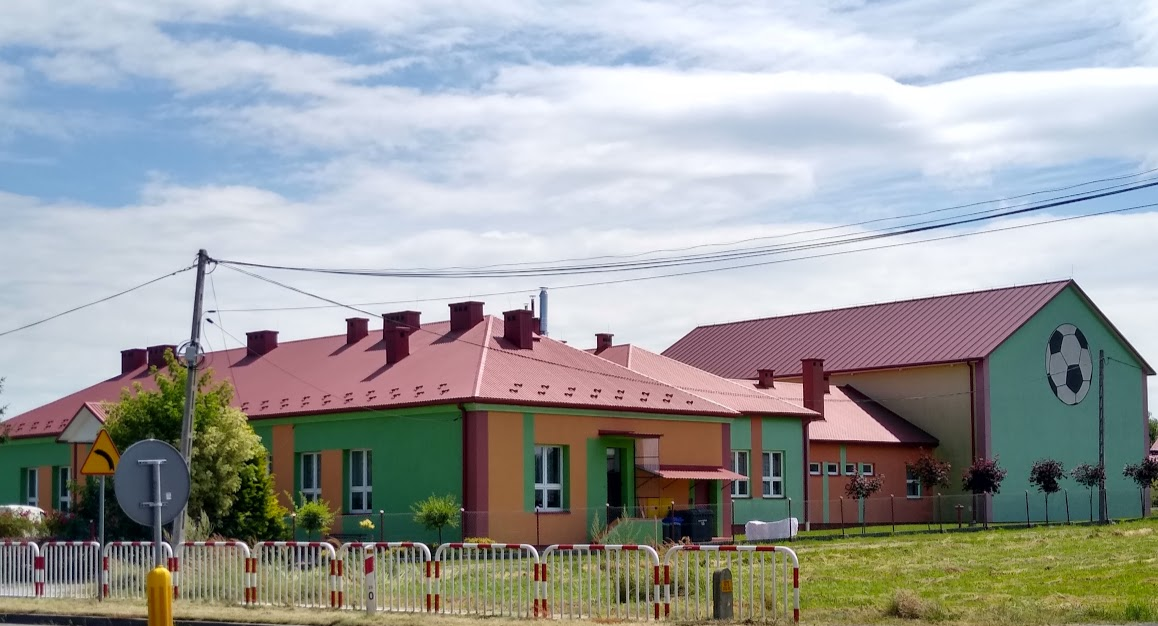
Szkoła Podstawowa im. bł. Karoliny Kózkówny w Siedlance

We wsi działa jednostka Ochotniczej Straży Pożarnej założona w 1946 roku. W 1949 roku jednostka otrzymała od gromady Siedlanka barak, w którym przechowywano sprzęt przeciwpożarowy. Wiosną 1950 roku rozpoczęto budowę remizy strażackiej, którą zakończono jesienią. W 1984 roku z inicjatywy Karola Pieńka rozpoczęto budowę domu strażaka. Budynek ukończono w 1987 roku. 17 września 2000 roku na jego frontowej fasadzie wmurowano tablicę upamiętniającą strażaka Karola Pieńka.
Służbę m.in. w Siedlance pełni dzielnicowy z rejonu wiejskiego nr 8 Komendy Powiatowej Policji w Kolbuszowej.
W miejscowości działa niepubliczny POZ oraz punkt apteczny.

## Edukacja
Od roku 1889 w Siedlance działała 1-klasowa szkoła ludowa, która w 1891 otrzymała nowy budynek szkolny. W 2021 we wsi działała ośmioklasowa szkoła podstawowa posiadająca salę gimnastyczną. 1 września 2020 roku nadano szkole imię bł. Karoliny Kózkówny.
We wsi znajduje się również punkt przedszkolny Wesoły Promyk oraz żłobek Chatka Puchatka.

## Kultura
W XX wieku przy miejscowej szkole podstawowej zaczęła funkcjonować biblioteka szkolna oraz późniejsza filia Gminnej Biblioteki Publicznej w Niwiskach, która wówczas nazywana była gromadzkim punktem bibliotecznym. Obie placówki posiadały księgozbiór liczący ok. 2000 pozycji. Filię przenoszono później m.in. do agronomówki, domu strażaka i dawnego domu ludowego, gdzie miała siedzibę w 2020 roku.
Po 1973 roku w Siedleniaku mieściła się klubokawiarnia. W tymże budynku przez pewien czas istniało muzeum wsi, gdzie znajdowały się eksponaty ofiarowane przez mieszkańców.

## Religia
Od XVII do XVIII wieku Siedlanka należała do parafii Przemienienia Pańskiego w Cmolasie, by w 1788 roku stać się częścią parafii Świętej Anny w Trzęsówce. W 1983 roku miejscowość weszła w skład parafii Najświętszego Serca Jezusowego w Kosowach.
W 1889 roku wieś zamieszkiwało 478 wyznawców rzymskokatolicyzmu, a 7 judaizmu.
Według spisu ludności z 30 września 1921 roku w Siedlance 499 osób było wyznania rzymskokatolickiego, 7 mojżeszowego.

## Sport i rekreacja

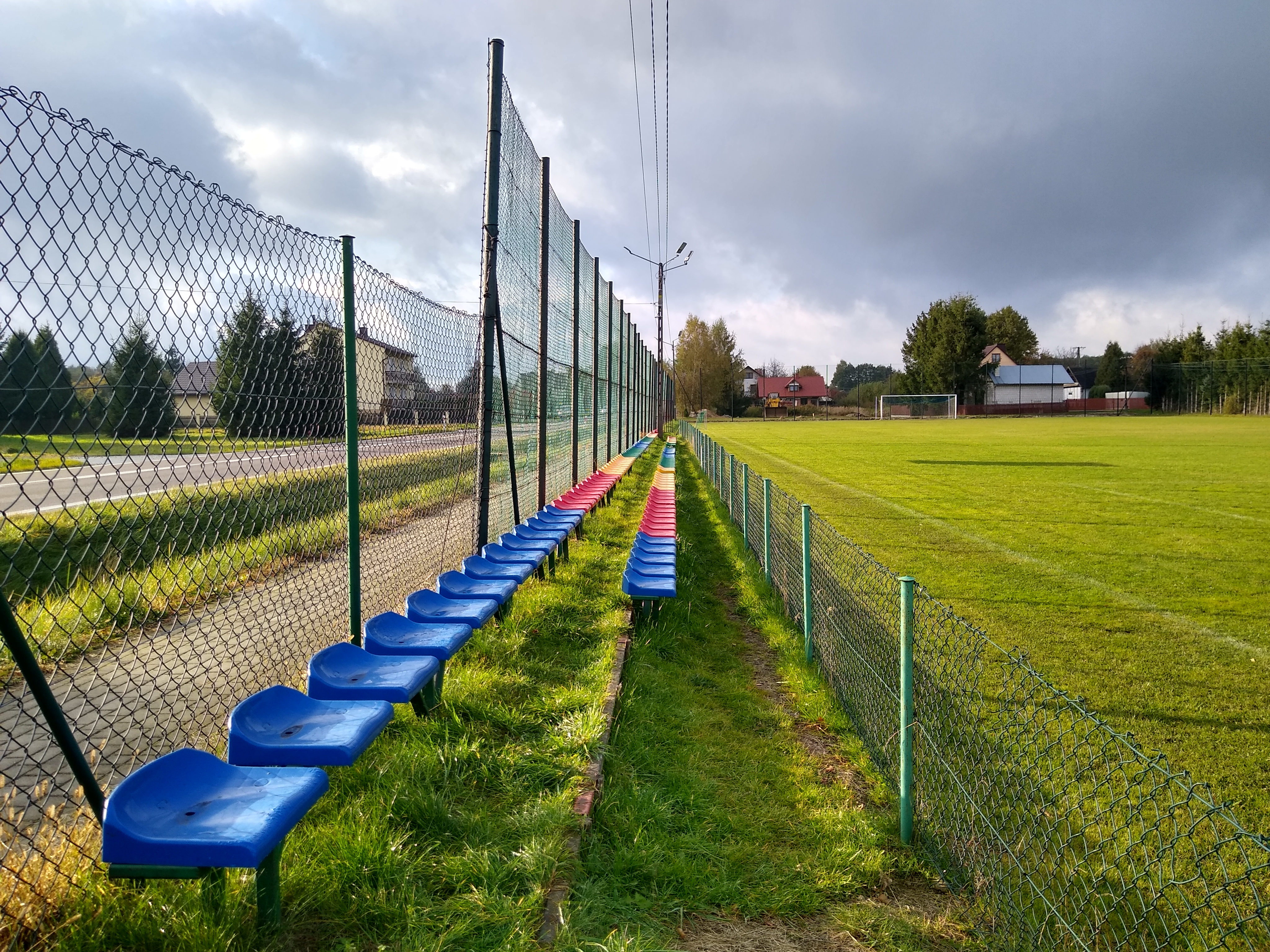
Trybuny na stadionie w Siedlance

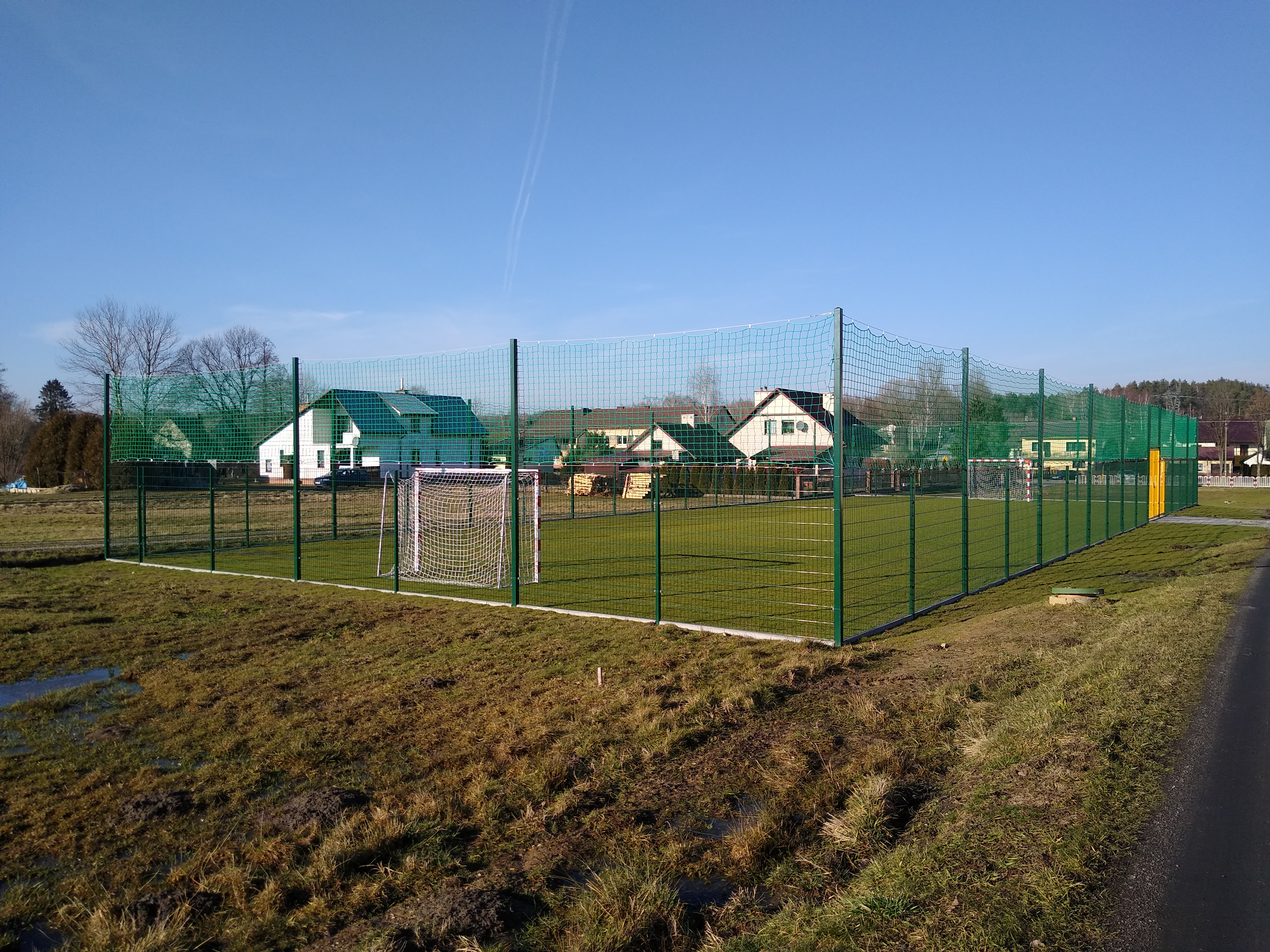
Boisko przy szkole podstawowej (2023)

W miejscowości działa klub piłkarski LKS Błękitni Siedlanka założony w 1949 roku. Drużyna korzysta z boiska o wymiarach 98 × 48 metrów, którego trybuny mogą pomieścić 300 widzów. Ponadto klub wykorzystuje szatnię, której budowa zakończyła się w październiku 2018 roku. W sezonie 2022/23 klub rozgrywa mecze w dębickiej klasie okręgowej.
We wrześniu 2014 roku przy szkole podstawowej została oddana do użytku sala gimnastyczna o wymiarach 13 × 24,31 metrów.
W czerwcu 2010 roku w Siedlance otwarto plac zabaw, którego budowę sfinansowano z funduszu sołeckiego. W 2019 roku na jego terenie otwarto siłownię zewnętrzną.
W latach 2017–2018 w okolicach Siedleniaka postawiono altanę oraz wiaty, a ich okolicę wyposażono w oświetlenie.
W 2022 roku przy szkole podstawowej wybudowano boisko o wymiarach 42 × 16,5 metrów. W 2024 roku za boiskiem wykonano bieżnię do skoku w dal.

## Zabytki

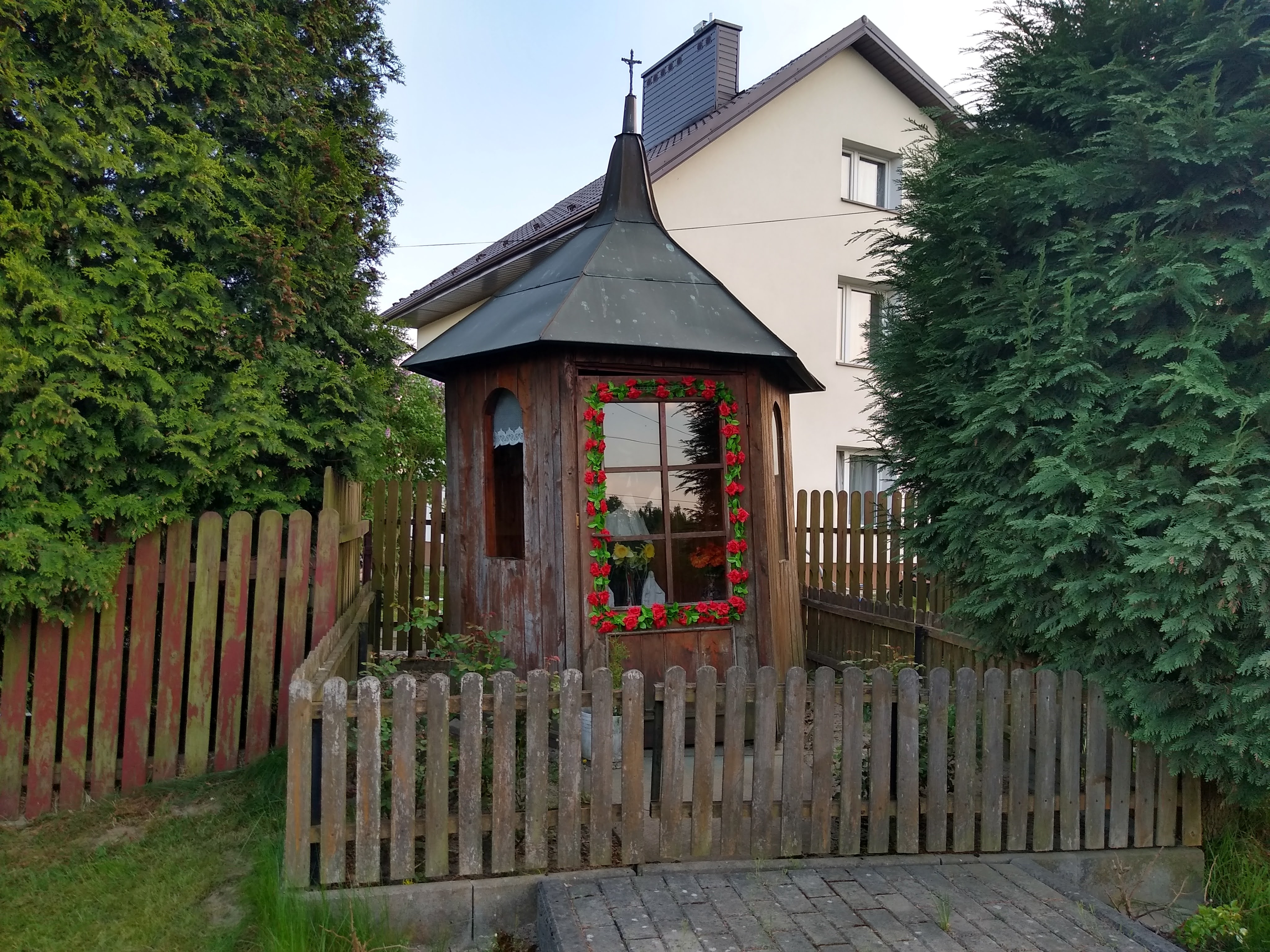
Kapliczka św. Jana Nepomucena z ok. 1870 roku

We wsi znajdują się 4 obiekty wpisane do ewidencji zabytków gminy Niwiska:
- drewniana kapliczka św. Jana Nepomucena[49] z ok. 1870 roku,
- murowana kapliczka z 1947 roku,
- drewniany dom z lat 20. XX wieku,
- stodoła ze stajną z lat 20. XX wieku.

Ponadto na terenie wsi znajdują się trzy stanowiska archeologiczne.

## Urodzeni w Siedlance
- Aleksander Codello – doktor historii, nauczyciel[65].